# Didogobius wirtzi
Didogobius wirtzi és una espècie de peix de la família dels gòbids i de l'ordre dels perciformes.

## Morfologia
- Els mascles poden assolir 3,1 cm de longitud total.[4]

## Hàbitat
És un peix marí, de clima tropical i bentopelàgic que viu entre 15-25 m de fondària.

## Distribució geogràfica
Es troba a l'Atlàntic nord: Cap Verd.

## Observacions
És inofensiu per als humans.